# Melbourne (East Riding of Yorkshire)
Melbourne is een civil parish in het bestuurlijke gebied East Riding of Yorkshire, in het Engelse graafschap East Riding of Yorkshire met 793 inwoners.